# Allium vinicolor
Allium vinicolor är en amaryllisväxtart som beskrevs av Per Erland Berg Wendelbo. Allium vinicolor ingår i släktet lökar, och familjen amaryllisväxter. Inga underarter finns listade i Catalogue of Life.